# Ареометр

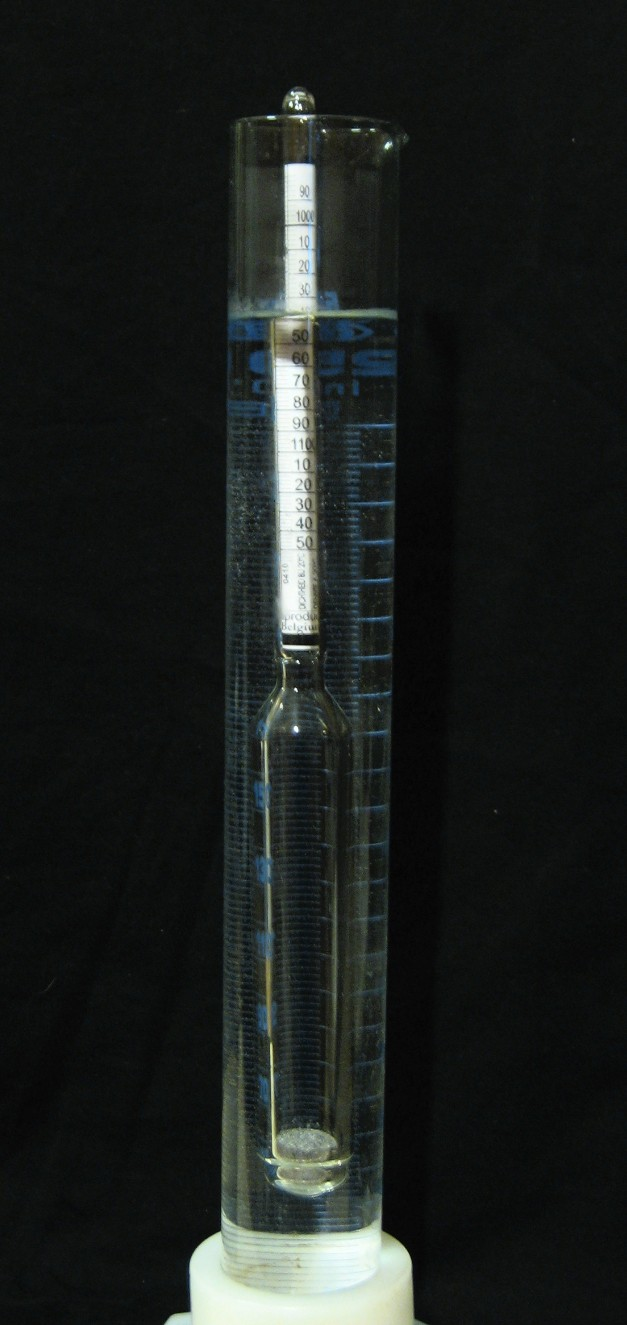
Ареометр (постоянной массы)

Ареометр — прибор для измерения плотности жидкостей и твёрдых тел, принцип работы которого основан на законе Архимеда.

## История
В одном письме Синезий просит Гипатию сконструировать ему «гидроскоп» для определения плотности или удельного веса жидкостей. На основании этого письма, было заявлено, что Гипатия сама изобрела ареометр. Мельчайшие детали, в которых Синезий описывает инструмент, однако, могут быть интерпретированы как описание уже известного Синезию, но неизвестного Гипатии устройства, которое она могла бы воспроизвести по описанию. Гидрометры были основаны на принципах Архимеда (III в. до н. э.), возможно, были изобретены им же и были описаны во II веке нашей эры в стихотворении римского учёного Ремния.

## Конструкция и принцип действия и использования
Обычно представляет собой поплавок из стекла, утяжеляемый дробью или ртутью для достижения необходимой массы. В верхней, узкой части находится шкала, которая проградуирована в значениях плотности раствора или концентрации растворенного вещества. Плотность раствора равняется отношению массы ареометра к объёму, на который он погружается в жидкость. Соответственно, различают ареометры постоянного объёма и ареометры постоянной массы.

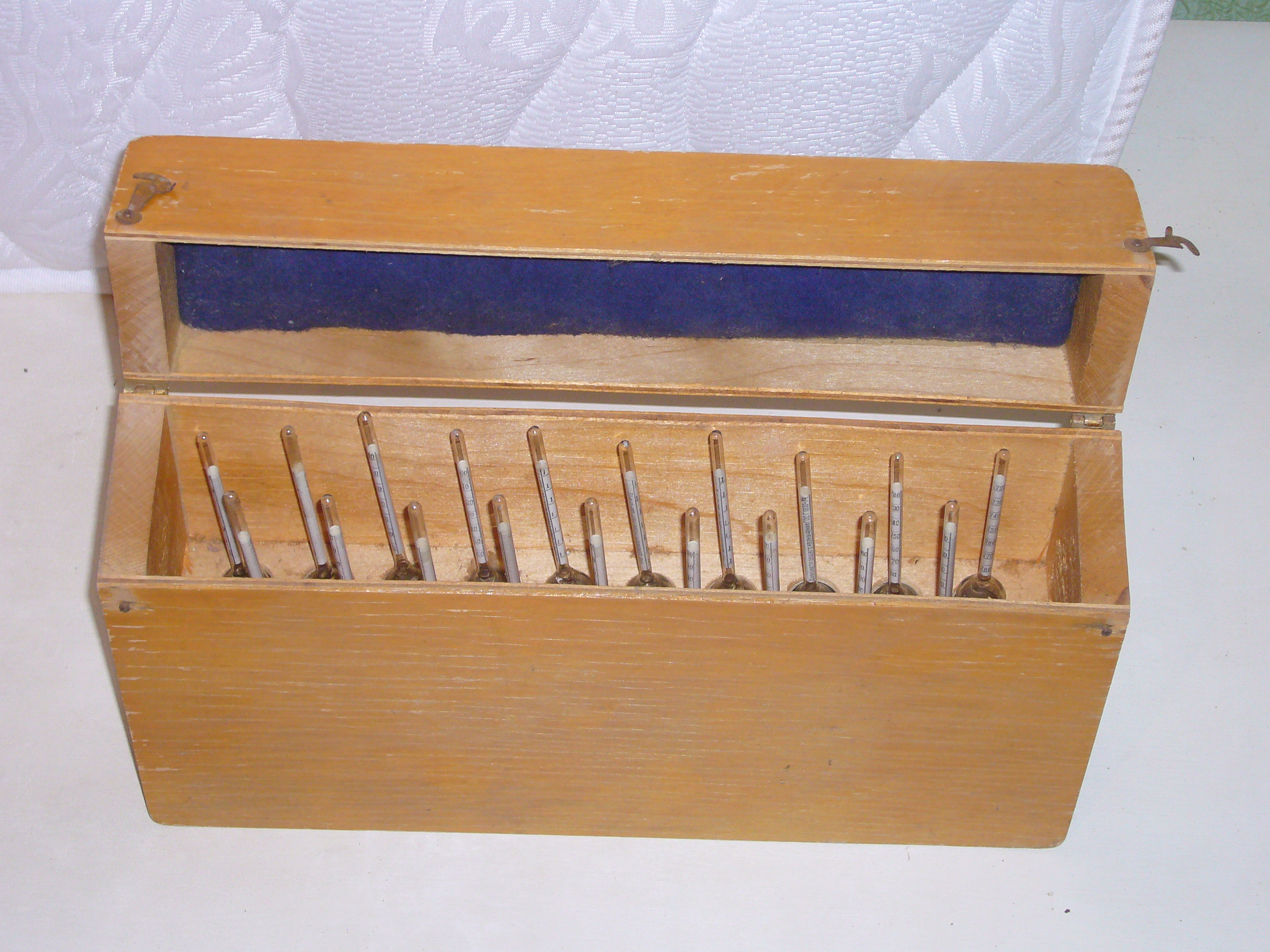
Набор ареометров

- Для измерения плотности жидкости ареометром постоянной массы сухой и чистый ареометр помещают в сосуд с этой жидкостью так, чтобы он свободно плавал в нём. Значения плотности считывают по шкале ареометра, по нижнему краю мениска. У ареометров постоянной массы пределы измерений обычно довольно узкие, и на практике пользуются наборами поплавков.
- Для измерения ареометром постоянного объёма изменяют его массу, достигая его погружения до определённой метки. Плотность определяется по массе груза (например, гирек) и объёму вытесненной жидкости.

## Шкалы

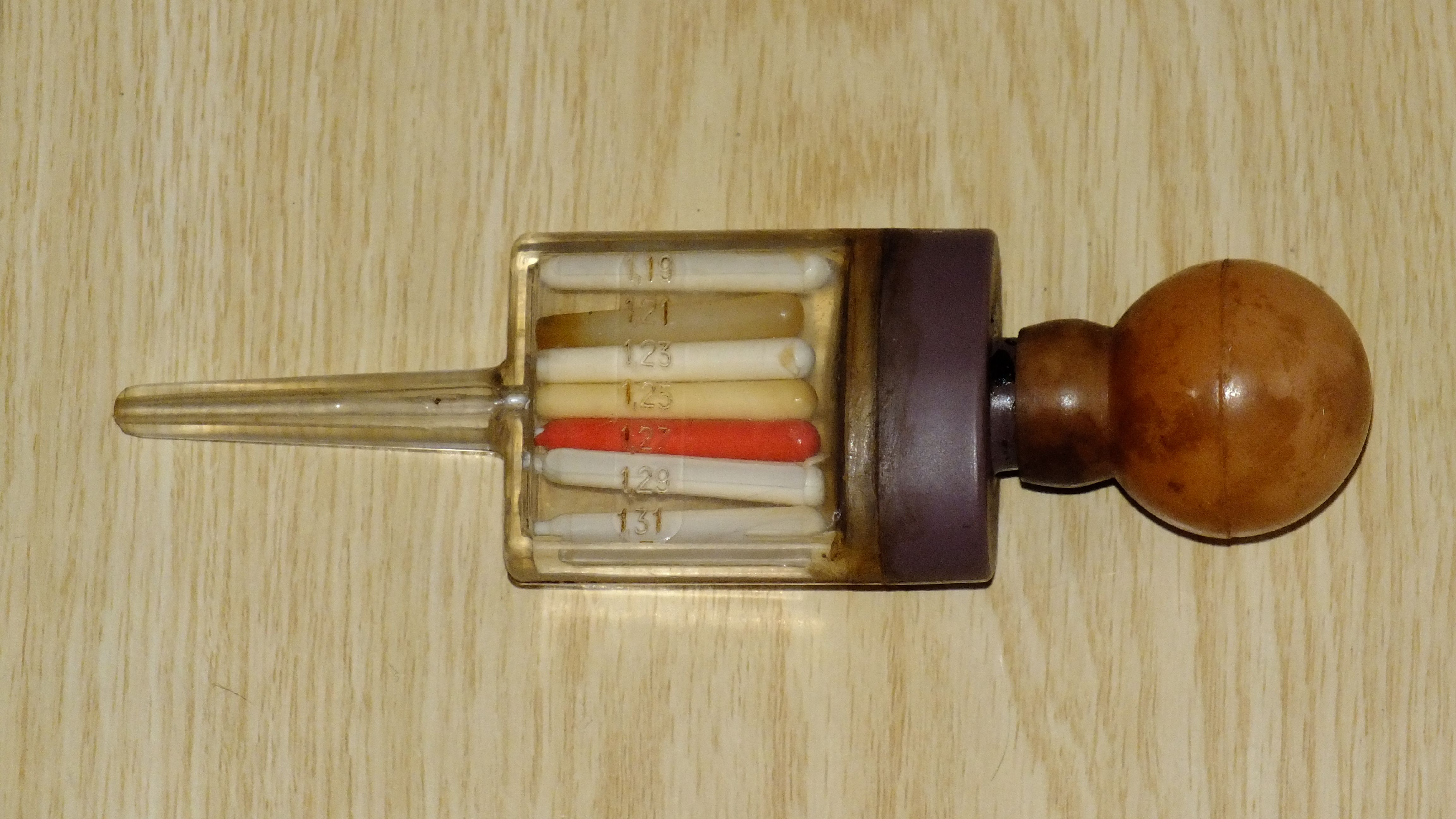
Семипоплавковый ареометр для измерения плотности электролита в автомобильных аккумуляторах

Для практического применения ареометр градуируют в концентрации растворенного вещества, например:
- Спиртомер — в процентах алкоголя для измерения крепости напитка;
- Лактометр — в процентах жира для определения качества молока;
- Солемер — для измерения солености раствора;
- Сахаромер — при определении концентрации растворенного сахара;

Так как плотность жидкостей сильно зависит от температуры, измерения концентрации должны проводиться при строго определенной температуре, для чего ареометр иногда снабжают термометром.
Различают следующие виды ареометров:
- ареометр общего назначения АОН-1, АОН-2, АОН-3, АОН-4, АОН-5;
- ареометр для молока АМ, АМТ;
- ареометр для нефтепродуктов АН, АНТ-1, АНТ-2;
- ареометр для урины АУ;
- ареометр для спирта АСП-1, АСП-2, АСП-3, АСП-Т;
- ареометр для электролита АЭ-1, АЭ-2, АЭ-3;
- ареометр для грунта АГ;
- ареометр для сахара АС-2, АС-3, АСТ-1, АСТ-2;
- ареометр для кислот АК-1, АК-2;
- ареометр-гидрометр с термометром АЭГ.

### Шкала Боме́
Французский химик Антуа́н Боме́ в 1768 году разработал современную конструкцию ареометра и шкалу плотности жидкостей в градусах Боме, обозначаемых как degrés Baumé, B°, Bé° и просто Baumé, Бомэ, Боме, которые изначально были численно равны концентрации раствора поваренной соли (хлорида натрия) в процентах по массе при 16 °C. Позднее шкала уточнялась и исправлялась. Шкала Боме используется на практике по сей день, но в России отменена в 1930-е гг.
Между плотностью и количеством градусов Боме существует несложная математическая зависимость, но в разных источниках приводятся разные численные коэффициенты:
{\displaystyle d={a \over {b\pm B}}}, где
- знак + используется для жидкостей, менее плотных, чем вода, а знак − для жидкостей, более плотных, чем вода;
- {\displaystyle d}, г/см³ — плотность;
- {\displaystyle a}, {\displaystyle b} — коэффициенты, равные:
  - {\displaystyle a=b=144,3}[13];
  - {\displaystyle a=b=145} для жидкостей, более плотных, чем вода и {\displaystyle a=140,b=130} для жидкостей, менее плотных, чем вода[14];
  - {\displaystyle a=b=144} для жидкостей, более плотных, чем вода и {\displaystyle a=144,b=134} для жидкостей, менее плотных, чем вода[15].

| Уд. вес при 15 °C, г/см³ | Градусы Боме   | Уд. вес при 15 °C, г/см³ | Градусы Боме   | Уд. вес при 15 °C, г/см³ | Градусы Боме   | Уд. вес при 15 °C, г/см³ | Градусы Боме   | Уд. вес при 15 °C, г/см³ | Градусы Боме   |
| ------------------------ | -------------- | ------------------------ | -------------- | ------------------------ | -------------- | ------------------------ | -------------- | ------------------------ | -------------- |
| 1,000 1,005 1,010        | 0,0 0,7 1,4    | 1,171 1,175 1,180        | 21,0 21,4 22,0 | 1,355 1,360 1,365        | 37,8 38,2 38,6 | 1,535 1,540 1,545        | 50,3 50,6 50,9 | 1,725 1,730 1,735        | 60,6 60,9 61,1 |
| 1,015 1,020 1,025        | 2,1 2,7 3,4    | 1,185 1,190 1,195        | 22,5 23,0 23,5 | 1,370 1,375 1,380        | 39,0 39,4 39,8 | 1,550 1,555 1,560        | 51,2 51,5 51,8 | 1,740 1,745 1,750        | 61,4 61,6 61,8 |
| 1,030 1,035 1,040        | 4,1 4,7 5,4    | 1,200 1,205 1,210        | 24,0 24,5 25,0 | 1,383 1,385 1,390        | 40,0 40,1 40,5 | 1,565 1,570 1,575        | 52,1 52,4 52,7 | 1,755 1,760 1,765        | 62,1 62,3 62,5 |
| 1,045 1,050 1,055        | 6,0 6,7 7,4    | 1,215 1,220 1,225        | 25,5 26,0 26,4 | 1,395 1,400 1,405        | 40,8 41,2 41,6 | 1,580 1,585 1,590        | 53,0 53,3 53,6 | 1,770 1,775 1,780        | 62,8 63,0 63,2 |
| 1,060 1,065 1,070        | 8,0 8,7 9,4    | 1,230 1,235 1,240        | 26,9 27,4 27,9 | 1,410 1,415 1,420        | 42,0 42,3 42,7 | 1,595 1,600 1,605        | 53,9 54,1 54,4 | 1,785 1,790 1,795        | 62,5 63,7 64,0 |
| 1,075 1,080 1,085        | 10,0 10,6 11,2 | 1,245 1,250 1,255        | 28,4 28,8 29,3 | 1,425 1,430 1,435        | 43,1 43,4 43,8 | 1,610 1,615 1,620        | 54,7 55,0 55,2 | 1,800 1,805 1,810        | 64,2 64,4 64,6 |
| 1,090 1,095 1,100        | 11,9 12,4 13,0 | 1,260 1,265 1,270        | 29,7 30,2 30,6 | 1,440 1,445 1,450        | 44,1 44,4 44,8 | 1,625 1,630 1,635        | 55,5 55,8 56,0 | 1,815 1,820 1,822        | 64,8 65,0 65,1 |
| 1,105 1,110 1,115        | 13,6 14,2 14,9 | 1,275 1,280 1,285        | 31,1 31,5 32,0 | 1,455 1,460 1,465        | 45,1 45,4 45,8 | 1,640 1,645 1,650        | 56,3 56,6 56,9 | 1,824 1,826 1,828        | 65,2 65,3 65,4 |
| 1,120 1,125 1,130        | 15,4 16,0 16,5 | 1,290 1,295 1,300        | 32,4 32,8 33,3 | 1,470 1,475 1,480        | 46,1 46,4 46,8 | 1,655 1,660 1,665        | 57,1 57,4 57,7 | 1,831 1,833 1,835        | 65,5 65,6 65,7 |
| 1,135 1,140 1,143        | 17,1 17,7 18,0 | 1,305 1,310 1,315        | 33,7 34,2 34,6 | 1,485 1,490 1,495        | 47,1 47,4 47,8 | 1,670 1,675 1,680        | 57,9 58,2 58,4 | 1,838 1,840 1,841        | 65,8 65,9 66,0 |
| 1,145 1,150 1,152        | 18,3 18,8 19,0 | 1,320 1,325 1,330        | 35,0 35,4 35,8 | 1,500 1,505 1,508        | 48,1 48,4 48,5 | 1,685 1,690 1,695        | 58,7 58,9 59,2 |                          |                |
| 1,155 1,160 1,163        | 19,3 19,8 20,0 | 1,333 1,335 1,340        | 36,0 36,2 36,6 | 1,510 1,515 1,520        | 48,7 49,0 49,4 | 1,700 1,705 1,710        | 59,5 59,7 60,0 |                          |                |
| 1,165 1,170              | 20,3 20,9      | 1,345 1,350              | 37,0 37,4      | 1,525 1,530              | 49,7 50,0      | 1,715 1,720              | 60,2 60,4      |                          |                |

## Применение в геотехнике
Ареометр определяет удельный вес (или плотность) суспензии, что позволяет рассчитать процентное содержание частиц определенного эквивалентного диаметра частиц.
Ареометр нашел применение в Ареометрическом методе (англ. Hydrometer Method) для определения гран. состава грунта для нахождения содержания в грунте частиц диаметром менее 0,1 мм. Ареометрический метод основан на последовательном определении плотности суспензии грунта через определенные промежутки времени с помощью ареометра. По результатам определений рассчитывают диаметр и количество определяемых частиц по формуле или с помощью номограммы. Содержание фракций крупнее 0,1 мм определяют ситовым методом. Ареометр должен быть откалиброван для определения его истинной глубины с точки зрения показаний ареометра.
В основе этого теста лежит Закон Стокса для падающих сфер в вязкой жидкости, в котором конечная скорость падения зависит от диаметра зерен и плотности зерен во взвешенном состоянии и жидкости. Таким образом, диаметр зерна можно рассчитать, зная расстояние и время падения. В случае почвы предполагается, что частицы почвы имеют сферическую форму и имеют одинаковую удельную массу. Поэтому можно сказать, что в водной почвенной взвеси более крупные частицы оседают быстрее, чем более мелкие.